# Tibor Berczelly
Tibor Berczelly, född 3 januari 1912 i Budapest, död 15 oktober 1990 i Budapest, var en ungersk fäktare.
Berczelly blev olympisk guldmedaljör i sabel vid sommarspelen 1936 i Berlin.